# Mont Myōken
Le mont Myōken (妙見山, Myōken-san) – aussi appelé mont Ishihara – est une montagne de 1 139 m d'altitude située à la limite des municipalités de Yabu et Kami dans le district de Mikata de la préfecture de Hyōgo au Japon. Comptant parmi les « 50 monts du Hyōgo », cette montagne fait partie du parc quasi national de Hyonosen-Ushiroyama-Nagisan.